# Arboledas Paso Blanco Fraccionamiento
Arboledas Paso Blanco Fraccionamiento är en ort i Mexiko.   Den ligger i kommunen Jesús María och delstaten Aguascalientes, i den centrala delen av landet, 400 km nordväst om huvudstaden Mexico City. Arboledas Paso Blanco Fraccionamiento ligger 1 877 meter över havet och antalet invånare är 3 313.
Terrängen runt Arboledas Paso Blanco Fraccionamiento är platt åt sydost, men åt nordväst är den kuperad. Runt Arboledas Paso Blanco Fraccionamiento är det tätbefolkat, med 459 invånare per kvadratkilometer. Närmaste större samhälle är Aguascalientes, 9,2 km söder om Arboledas Paso Blanco Fraccionamiento. Trakten runt Arboledas Paso Blanco Fraccionamiento består till största delen av jordbruksmark.